# Herczku Annamária

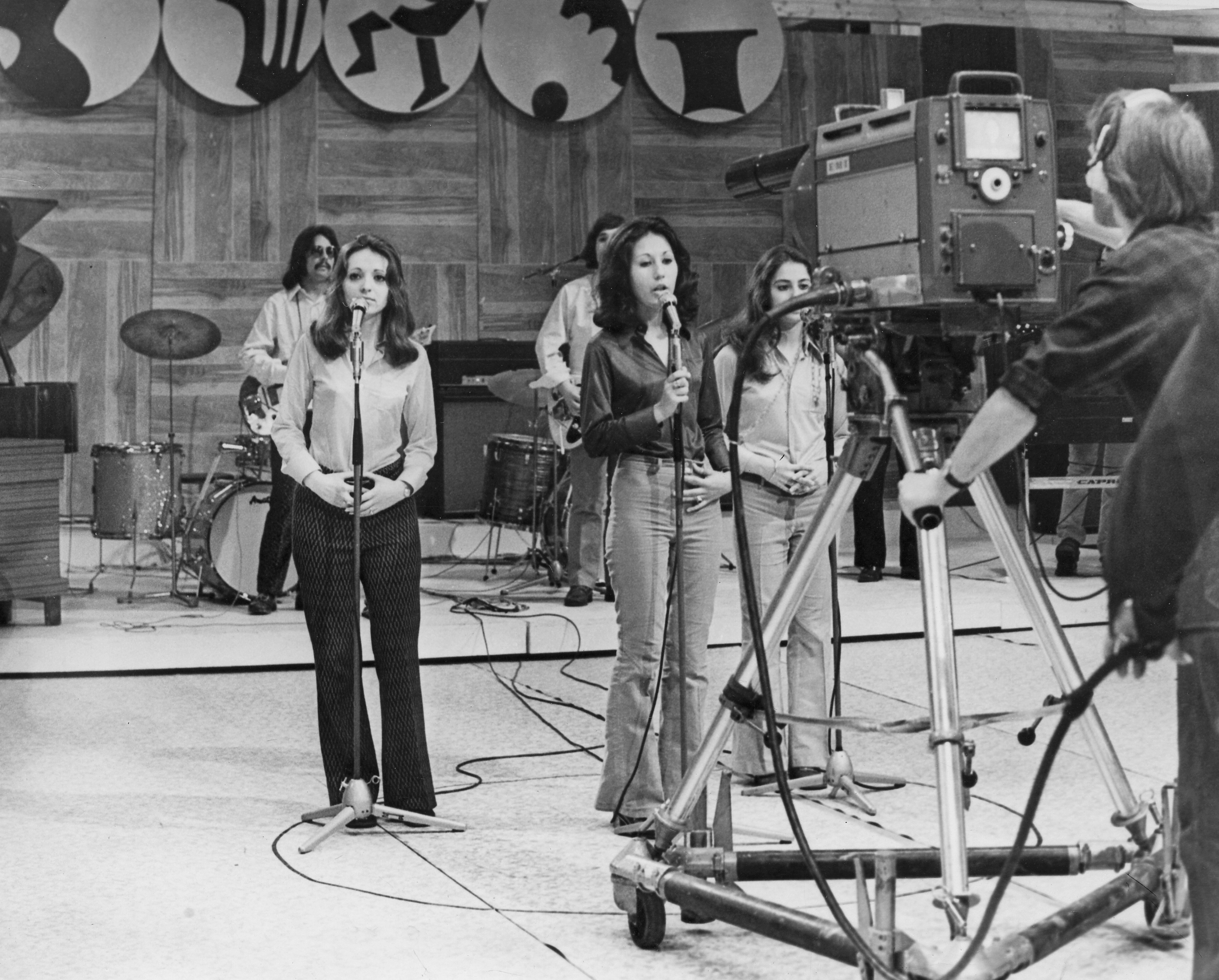
A Mikrolied együttes: Herczku Annamária, Selényi Hédi és Várszegi Éva az 1972-es Ki mit tud?-on

Herczku Annamária (Budapest, 1953 –) magyar énekesnő, popénekes.

## Pályája
1974-ben írta a Generál levelező klubjában a rajongóknak:

„Annamáriának hívnak ez csakolyan »hivatalos« név, a valóságban mindenki Marikának nevez, esetleg Marinak. Budán lakom, Kelenföldön, egy kertes házban a papámmal, mamámmal, a testvéreimmel és Bogárral, akit igazságtalanság lenne kihagyni a felsorolásból. Ő ugyanis a kutyám, egy aranyos puli. Kilencéves korom óta énekelek. Akkor kerültem be a Rádió gyermekkórusába.”

A Magyar Rádió Gyermekkórusában kezdte pályáját, ahol klasszikus zenei képzettséget kapott. Részt vett a kórus külföldi turnéin is 1965-től: Amerikai Egyesült Államok, Japán, Franciaország, Svédország, Finnország, Olaszország stb. 1971-ben érettségizett az óbudai Martos Flóra Gimnáziumban. 1972-ben Várszegi Éva hívására került a Mikrolied nevű női vokálegyüttesbe, Bódy Magdi helyére. 1972-től a Mikrolied megszűnéséig (1979-ig), egyetlen, állandó tagja maradt az énekes formációnak, a vokál tagjai, illetve körülötte a zenekarok is cserélődtek.
A Generál együttes billentyűse és zeneszerzője, Várkonyi Mátyás ötlete alapján jött létre a Mikrolied női vokálegyüttes (Bódy Magdi, Selényi Hédi, Várszegi Éva). A fiúk, azaz a Generál, indult az 1972-es Ki mit tud? (1972) vetélkedőn és Bódy Magdi is, a Virginia együttessel. Akkor jött az ötlet, hogy a Mikrolied vokál is benevezhetne a Magyar Televízió által rendezett tehetségkutatóra, így került Selényi Hédi és Várszegi Éva mellé Herczku Annamária a vokálba. (Korábban Várszegi Éva és Herczku Annamária együtt szerepeltek Szokolay Sándor: A tavaszt hozó kisleány című meseoperájában (szövegét Móra Ferenc meséjéből Balássy László írta), és ugyancsak ők ketten a Magyar Állami Operaházban Mozart: A varázsfuvola című operájában énekelték a három gyermek közül az első fiú és a második fiú szoprán és mezzoszoprán szerepét.) Érdekeségként megemlítendő, hogy a televíziós vetélkedőn a Mikrolied vokált a szólistákhoz sorolták, és a harmadik helyen végeztek. A televíziónak köszönhetően országos ismertségre tettek szert. Fuzionáltak a Generál együttessel, és az 1972-es táncdalfesztiválon is sikerrel szerepeltek, közönségdíjasok lettek a Mit tehet az ember? című slágerükkel. Herczku Annamária, a Mikrolied és a Generál együttes tagjaként részt vett a külföldi turnékon, közreműködött a Generál zenei albumain, televíziós, rádiós felvételein. Szólistaként a Generál együttes egyik legszebb dalát, a Felelet című számot énekelte, amely hangszerkíséret nélkül készült, a cappella formában rögzítették és került a hanglemezre. Annamária a Generállal közreműködött 1973-ban az Állványokon című fekete-fehér filmben, amelyet Málnay Levente rendezett, valamint 1975-ben Zsombolyai János filmjében A kenguruban. Bacsó Péter: Szikrázó lányok című konzervgyári környezetben forgatott filmjében a Mikrolied vokálból a lányok munkáslányokként szerepeltek és énekeltek. Herczku Annamária a Mikrolied vokállal, több ismert hazai előadó nagylemezén, rádiós felvételén közreműködött. A Mikrolied tagsága időközben többször változott, Selényi Hédi 1973-ban férjhez ment és 1974-től már nem volt tag. Bódy Magdi visszatért, 1974-től Szigeti Edit lett új tagja a formációnak. Karácsony János és Révész Sándor távozásával a Generál együttes is új irányba indult, új szólóénekesükkel Horváth Charlie-val funky stílusú dalokat írtak, és a Mikrolied vokállal szakítottak. A vokálból távozott Bódy Magdi, aki szólópályára lépett és Várszegi Éva is, aki Postásy Julival Zalatnay Sarolta Cini és a Tinik nevű triójában folytatta. 1976-tól a Mikrolied-os lányok: Herczku Annamária és Szigeti Edit mellé, Csuka Mónika csatlakozott, akivel A nagynéném című saját dalukkal a Televízió Egymillió fontos hangjegy című műsorában is szerepeltek.  Külföldön General Girls néven léptek fel. A szocialista országokban, főleg Lengyelországban voltak népszerűek, itt a helyi Kram együttessel rögzítették dalaikat. Idehaza a Mikrolied vokál a Juventus együttessel készített zenei felvételeket, majd a Beatrice együttessel szerepeltek. A Csuka Mónika, Herczku Annamária, Szigeti Edit féle Mikrolied-hoz Szánti Judit is csatlakozott, és az 1977-es Metronóm ’77 című dalversenyen a Gyáva Ádám című dalukat adták elő, illetve a négytagú vokál a műsor állandó szereplőjeként kísérte a szólistákat is. A Volán–Mikrolied nevű együttes 1977-1979 között létezett, a formációban a Mikrolied-es lányok közül: Várszegi Éva, Szigeti Edit és Szánti Judit szerepelt. 1979-től Mikrolied vokál másik két tagja: Csuka Mónika és Herczku Annamária, Mónika húgával (Csuka Maryval) és Enyedi Ernővel  Németországban léptek fel. Herczku Annamária azóta külföldön él, családjával. 1999-ben és 2000-ben hazalátogatott és a Generál koncerteken fellépett.
1999-ben a Sláger Rádió turné alkalmával szerepelt a Budapest Sportcsarnokban korábbi zenésztársaival. (Generál: Karácsony János, Novai Gábor, Póta András, Révész Sándor, Várkonyi Mátyás és a Mikrolied: Bódy Magdi, Herczku Annamária, Selényi Hédi, Szigeti Edit, Várszegi Éva)
2000-ben Budapesten a Sap Csarnokban lépett fel zenésztársaival. (Itt a Generál mindkét formációja szerepelt: Charlie, Révész Sándor, Várkonyi Mátyás, Karácsony János, Tátrai Tibor, Novai Gábor, Solti János, Póta András és a Mikrolied: Bódy Magdi, Herczku Annamária, Selényi Hédi, Szigeti Edit, Várszegi Éva)

## Híres dala
- Novai Gábor: Felelet (acapella)

## Diszkográfiája
- Generál: Kövér a nap / Százéves kút, Pepita, SP 962 (1972)
- Staféta (Generál) Pepita, SLPX 17456 (1973)
- Zalatnay Sarolta: Hadd mondjam el, Pepita, SLPX 17466 (1973)
- Koncz Zsuzsa: Jelbeszéd, Pepita, SLPX 17462 (1973)
- Szörényi Levente: Utazás, Pepita, SLPX 17459 (1973)
- Generál II, Pepita, SLPX 17480 (1975)
- Rockin' & Rollin'(Generál), Polskie Nagrania, Muza, SX 1246 (1975)
- Katona Klári: Savanyú a csokoládé, Pepita, SLPX 17521 (1977)
- Generál: Valamit el kell mondanom… Columbia, COL 497473-2 (1999)
- Wolfgang Amadeus Mozart, Halász Judit – Zenés mesék - Mesés zenék - Mozart: A varázsfuvola (2001)

## Filmjei
- Állványokon (1973)
- Szikrázó lányok (1974)
- A kenguru (1975)